# Raí
Raí Souza Vieira de Oliveira, conocido como Raí (Ribeirão Preto, São Paulo; 15 de mayo de 1965), es un exfutbolista brasileño. Es hermano menor del también exfutbolista Sócrates.
Jugaba de mediocampista. Su vida futbolística se inició en el Botafogo Futebol Clube de Ribeirão Preto. En 1987 llega al famoso São Paulo, donde se convertiría en uno de sus mayores ídolos.
Fue la principal figura del equipo dirigido por Telê Santana en el principio de los años 1990, siendo campeón Brasileño en 1991, bicampeón de la Copa Libertadores de América en 1992 y 1993 y campeón de la Copa Intercontinental en 1992. Fue elegido el mejor jugador de la final ante el llamado dream team del Barcelona FC de Johann Cruyff, además de anotar los dos goles de la victoria (2-1) por remontada del São Paulo FC sobre el Barça.
Después de tantos éxitos en el club paulista, fue transferido al Paris Saint-Germain a cambio de 4,6 millones de dólares en 1993. En el equipo parisino también alcanzó el status de ídolo y logró títulos importantes como la Recopa de Europa en 1996.
Tras pasar cinco años en Francia, volvió al São Paulo FC en 1998. Su primer partido en su segunda etapa con el Tricolor fue justo en una final de Clásico Majestuoso contra Corinthians por el Campeonato Paulista. Raí anotó el primer gol de la victoria por 3-1, el 10 de mayo de 1998, consagrándose campeón en su segundo debut.
Debutó con la selección brasileña a los 21 años, en un partido contra Inglaterra (1-1), el 19 de mayo de 1987, en el Estadio de Wembley, en Londres, por la Copa Stanley Rous. Empezó como suplente e ingresó al minuto 75.
Su primer gol con la camiseta de la selección se produjo días después el 26 de mayo de 1987, en la victoria brasileña ante Escocia (2-1), en el Estadio Hampden Park, en Glasgow, también por la Copa Stanley Rous. Ese también fue el primer partido de Raí como titular de Brasil. Con ese resultado, Brasil ganó el campeonato aquel año.
En la selección no obtuvo tanto protagonismo como en los clubes que defendió. Su mejor capítulo con la seleção fue la Copa del Mundo de 1994, en los Estados Unidos, en la que jugó los partidos contra Rusia, Camerún, Suecia (todos en la primera fase), Holanda (cuartos) y Suecia (semifinal), anotó de penal un gol a Rusia, en el debut de la canarinha en el citado Mundial (2-0) y en la Copa América 1991 donde la canarinha perdió el título por un punto de diferencia frente a Argentina en el cuadrangular final donde también participaron Chile y Colombia.

## Selección nacional
Fue internacional con la Selección de Brasil en 49 ocasiones, marcando 17 goles. Participó en la Copa Mundial de Fútbol de 1994, donde su seleccionado se coronó campeón, también en la Copa América 1987 y Copa América 1991, además de los Juegos Olímpicos de 1988 donde consiguió la medalla de plata.

### Participaciones en Copas del Mundo
| Mundial                        | Sede           | Resultado |
| ------------------------------ | -------------- | --------- |
| Copa Mundial de Fútbol de 1994 | Estados Unidos | Campeón   |

### Participaciones en Copa América
| Copa              | Sede      | Resultado      |
| ----------------- | --------- | -------------- |
| Copa América 1987 | Argentina | Fase de grupos |
| Copa América 1991 | Chile     | Subcampeón     |

### Participaciones en Juegos Olímpicos
| Juegos                   | Sede          | Resultado  |
| ------------------------ | ------------- | ---------- |
| Juegos Olímpicos de 1988 | Corea del Sur | Subcampeón |

## Clubes
| Club                | País    | Año       |
| ------------------- | ------- | --------- |
| Botafogo-RP         | Brasil  | 1984-1986 |
| Ponte Preta         | Brasil  | 1986      |
| Botafogo-RP         | Brasil  | 1987      |
| São Paulo FC        | Brasil  | 1987-1993 |
| París Saint-Germain | Francia | 1993-1998 |
| São Paulo FC        | Brasil  | 1998-2000 |

## Palmarés y distinciones

### Campeonatos regionales
| Título              | Club         | País      | Año  |
| ------------------- | ------------ | --------- | ---- |
| Campeonato Paulista | São Paulo FC | São Paulo | 1989 |
| Campeonato Paulista | São Paulo FC | São Paulo | 1991 |
| Campeonato Paulista | São Paulo FC | São Paulo | 1992 |
| Campeonato Paulista | São Paulo FC | São Paulo | 1998 |
| Campeonato Paulista | São Paulo FC | São Paulo | 2000 |

### Campeonatos nacionales
| Título               | Club                | País    | Año  |
| -------------------- | ------------------- | ------- | ---- |
| Brasileirão          | São Paulo FC        | Brasil  | 1991 |
| Division 1           | París Saint-Germain | Francia | 1994 |
| Copa de Francia      | París Saint-Germain | Francia | 1995 |
| Copa de la Liga      | París Saint-Germain | Francia | 1995 |
| Supercopa de Francia | París Saint-Germain | Francia | 1995 |
| Copa de Francia      | París Saint-Germain | Francia | 1998 |
| Copa de la Liga      | París Saint-Germain | Francia | 1998 |

### Campeonatos internacionales
| Título                       | Equipo              | Sede           | Año  |
| ---------------------------- | ------------------- | -------------- | ---- |
| Juegos Panamericanos         | Selección de Brasil | Indianápolis   | 1987 |
| Juegos Olímpicos             | Selección de Brasil | Seúl           | 1988 |
| Copa Libertadores de América | São Paulo FC        | São Paulo      | 1992 |
| Copa Intercontinental        | São Paulo FC        | Tokio          | 1992 |
| Copa Libertadores de América | São Paulo FC        | Santiago       | 1993 |
| Copa Mundial de Fútbol       | Selección de Brasil | Estados Unidos | 1994 |
| Recopa de Europa             | París Saint-Germain | Bélgica        | 1996 |

### Distinciones individuales
| Distinción                        | Año  |
| --------------------------------- | ---- |
| Bola de Prata                     | 1989 |
| MVP de la Copa Intercontinental   | 1992 |
| Futbolista Sudamericano del Año   | 1992 |
| Parte del Equipo Ideal de América | 1992 |
| Equipo del Año de la ESM          | 1996 |
| Premio Laureus Sport for Good     | 2012 |

## Curiosidades
- Cuando hizo pruebas para ingresar en las divisiones inferiores del Botafogo de Ribeirão Preto, nadie sabía que Raí era hermano de Sócrates[cita requerida], entonces internacional con la selección brasileña.

- En el São Paulo anotó 128 goles. Debutó el 18 de octubre de 1987, en Porto Alegre, ante Grêmio (1-0 para el equipo local). Convirtió su primer gol con la camiseta tricolor el 28 de octubre de 1987, en la victoria (2-0) sobre el Goiás.

- En la goleada 6 a 0 contra Noroeste, por el Campeonato Paulista, el 15 de octubre de 1992, convirtió cinco goles.

- Como el padre de Raí era fanático de los filósofos griegos, le dio a sus tres hijos mayores los nombres de Sócrates, Sófocles y Sóstenes. Raimundo (padre de Raí) quería que él se llamara Jenofonte, pero su esposa, Doña Guiomar, logró disuadirlo de no ponerle aquel nombre.[cita requerida]

- Después de ser padre con tan sólo 17 años, Rai fue abuelo a los 33.

- Es el ídolo de infancia del también futbolista Ricardo Izecson dos Santos Leite "Kaká".[cita requerida]